# Gare d'Es Senia
La gare d'Es Senia est une gare ferroviaire algérienne située sur le territoire de la commune d'Es Senia, dans la wilaya d'Oran.

## Situation ferroviaire
La gare se situe sur la ligne d'Alger à Oran, où elle est précédée de la gare d'El Kerma et suivie de celle d'Oran. Elle est en outre la gare origine de la ligne d'Es Senia à Béni Saf où elle est suivie de la gare de Haï El Ksab.

## Service des voyageurs

### Dessertes
La gare d'Es Senia est desservie par les trains régionaux des liaisons :
- Oran - Béni Saf[1] ;
- Oran - Chlef[2] ;
- Oran - Relizane[3] ;
- Oran - Sidi Bel Abbès[4] ;
- Oran - Tlemcen[5].